# Једанаеста најтежа година
„Једанаеста најтежа година” је југословенски филм из 1973. године. Режирао га је Никола Рајић, а сценарио су писали Владимир Андрић и Никола Рајић

## Улоге
| Глумац            | Улога |
| ----------------- | ----- |
| Снежана Ђелић     |       |
| Слободан Ђурић    |       |
| Светислав Гонцић  |       |
| Татјана Лукјанова |       |
| Љиљана Шљапић     |       |
| Драган Спасојевић |       |
| Јелена Жигон      |       |
| Велимир Животић   |       |